# Campinghausse
Campinghausse is de gangbare benaming voor de dramatische en onverwachte stijging die de beursindex AEX doormaakte in de maanden juli en augustus 1997.
De naam suggereert dat de stijging veroorzaakt werd door particuliere beleggers, die met de toen nieuwe mobiele telefoons vanaf het vakantieadres orders bleven doorgeven. Op het hoogtepunt in augustus steeg de AEX tot boven de duizend punten (in guldens; ruim 450 in euro's), 56% hoger dan de waarde op 1 januari 1997. De stijging was mede onverwacht omdat Alan Greenspan, de voorzitter van het Federal Reserve System, het jaar ervoor nog had gewaarschuwd dat de financiële markten weleens overgewaardeerd zouden kunnen zijn.